# Censo dos Estados Unidos de 1960
O Censo dos Estados Unidos de 1960, conduzido pelo departamento do censo em 1º de abril de 1960, foi o décimo oitavo censo dos Estados Unidos. Determinou a população residente dos Estados Unidos em 179,323,175 - um aumento de 18,5% sobre as 150,697,361 pessoas enumeradas durante o censo de 1950.

## População por estado
| Ranking | Estado               | População  |
| ------- | -------------------- | ---------- |
| 01      | Nova Iorque          | 16,782,304 |
| 02      | Califórnia           | 15,717,204 |
| 03      | Pensilvânia          | 11,319,366 |
| 04      | Illinois             | 10,081,158 |
| 05      | Ohio                 | 9,706,397  |
| 06      | Texas                | 9,579,677  |
| 07      | Michigan             | 7,823,194  |
| 08      | Nova Jérsia          | 6,066,782  |
| 09      | Massachusetts        | 5,148,578  |
| 10      | Flórida              | 4,951,560  |
| 11      | Indiana              | 4,662,498  |
| 12      | Carolina do Norte    | 4,556,155  |
| 13      | Missouri             | 4,319,813  |
| 14      | Virgínia             | 3,966,949  |
| 15      | Wisconsin            | 3,951,777  |
| 16      | Geórgia              | 3,943,116  |
| 17      | Tennessee            | 3,567,089  |
| 18      | Minnesota            | 3,413,864  |
| 19      | Alabama              | 3,266,740  |
| 20      | Luisiana             | 3,257,022  |
| 21      | Maryland             | 3,100,689  |
| 22      | Kentucky             | 3,038,156  |
| 23      | Washington           | 2,853,214  |
| 24      | Iowa                 | 2,757,537  |
| 25      | Connecticut          | 2,535,234  |
| 26      | Carolina do Sul      | 2,382,594  |
| 27      | Oklahoma             | 2,328,284  |
| 28      | Kansas               | 2,178,611  |
| 29      | Mississippi          | 2,178,141  |
| 30      | Virgínia Ocidental   | 1,860,421  |
| 31      | Arkansas             | 1,786,272  |
| 32      | Óregon               | 1,768,687  |
| 33      | Colorado             | 1,753,947  |
| 34      | Nebraska             | 1,411,330  |
| 35      | Arizona              | 1,302,161  |
| 36      | Maine                | 969,265    |
| 37      | Novo México          | 951,023    |
| 38      | Utah                 | 890,627    |
| 39      | Rhode Island         | 859,488    |
| X       | Distrito de Columbia | 763,956    |
| 40      | Dakota do Sul        | 680,514    |
| 41      | Montana              | 674,767    |
| 42      | Idaho                | 667,191    |
| 43      | Havaí                | 632,772    |
| 44      | Dakota do Norte      | 632,446    |
| 45      | Nova Hampshire       | 606,921    |
| 46      | Delaware             | 446,292    |
| 47      | Vermont              | 389,881    |
| 48      | Wyoming              | 330,066    |
| 49      | Nevada               | 285,278    |
| 50      | Alasca               | 226,167    |

## População por cidade
| Ranking | Cidade          | Estado               | População | Região       |
| ------- | --------------- | -------------------- | --------- | ------------ |
| 01      | Nova Iorque     | Nova Iorque          | 7,781,984 | Nordeste     |
| 02      | Chicago         | Illinois             | 3,550,404 | Centro-Oeste |
| 03      | Los Angeles     | Califórnia           | 2,479,015 | Oeste        |
| 04      | Filadélfia      | Pensilvânia          | 2,002,512 | Nordeste     |
| 05      | Detroit         | Michigan             | 1,670,144 | Centro-Oeste |
| 06      | Baltimore       | Maryland             | 939,024   | Sul          |
| 07      | Houston         | Texas                | 938,219   | Sul          |
| 08      | Cleveland       | Ohio                 | 876,050   | Centro-Oeste |
| 09      | Washington      | Distrito de Columbia | 763,956   | Sul          |
| 10      | St. Louis       | Missouri             | 750,026   | Centro-Oeste |
| 11      | Milwaukee       | Wisconsin            | 741,324   | Centro-Oeste |
| 12      | São Francisco   | Califórnia           | 740,316   | Oeste        |
| 13      | Boston          | Massachusetts        | 697,197   | Nordeste     |
| 14      | Dallas          | Texas                | 679,684   | Sul          |
| 15      | Nova Orleães    | Luisiana             | 627,525   | Sul          |
| 16      | Pittsburgh      | Pensilvânia          | 604,332   | Nordeste     |
| 17      | San Antonio     | Texas                | 587,718   | Sul          |
| 18      | San Diego       | Califórnia           | 573,224   | Oeste        |
| 19      | Seattle         | Washington           | 557,087   | Oeste        |
| 20      | Buffalo         | Nova Iorque          | 532,759   | Nordeste     |
| 21      | Cincinnati      | Ohio                 | 502,550   | Centro-Oeste |
| 22      | Memphis         | Tennessee            | 497,524   | Sul          |
| 23      | Denver          | Colorado             | 493,887   | Oeste        |
| 24      | Atlanta         | Geórgia              | 487,455   | Sul          |
| 25      | Minneapolis     | Minnesota            | 482,872   | Centro-Oeste |
| 26      | Indianápolis    | Indiana              | 476,258   | Centro-Oeste |
| 27      | Kansas City     | Missouri             | 475,539   | Centro-Oeste |
| 28      | Columbus        | Ohio                 | 471,316   | Centro-Oeste |
| 29      | Phoenix         | Arizona              | 439,170   | Oeste        |
| 30      | Newark          | Nova Jérsia          | 405,220   | Nordeste     |
| 31      | Louisville      | Kentucky             | 390,639   | Sul          |
| 32      | Portland        | Óregon               | 372,676   | Oeste        |
| 33      | Oakland         | Califórnia           | 367,548   | Oeste        |
| 34      | Fort Worth      | Texas                | 356,268   | Sul          |
| 35      | Long Beach      | Califórnia           | 344,168   | Oeste        |
| 36      | Birmingham      | Alabama              | 340,887   | Sul          |
| 37      | Oklahoma City   | Oklahoma             | 324,253   | Sul          |
| 38      | Rochester       | Nova Iorque          | 318,611   | Nordeste     |
| 39      | Toledo          | Ohio                 | 318,003   | Centro-Oeste |
| 40      | Saint Paul      | Minnesota            | 313,411   | Centro-Oeste |
| 41      | Norfolk         | Virgínia             | 305,872   | Sul          |
| 42      | Omaha           | Nebraska             | 301,598   | Centro-Oeste |
| 43      | Honolulu        | Havaí                | 294,194   | Oeste        |
| 44      | Miami           | Flórida              | 291,688   | Sul          |
| 45      | Akron           | Ohio                 | 290,351   | Centro-Oeste |
| 46      | El Paso         | Texas                | 276,687   | Sul          |
| 47      | Jersey City     | Nova Jérsia          | 276,101   | Nordeste     |
| 48      | Tampa           | Flórida              | 274,970   | Sul          |
| 49      | Dayton          | Ohio                 | 262,332   | Centro-Oeste |
| 50      | Tulsa           | Oklahoma             | 261,685   | Sul          |
| 51      | Wichita         | Kansas               | 254,698   | Centro-Oeste |
| 52      | Richmond        | Virgínia             | 219,958   | Sul          |
| 53      | Syracuse        | Nova Iorque          | 216,038   | Nordeste     |
| 54      | Tucson          | Arizona              | 212,892   | Oeste        |
| 55      | Des Moines      | Iowa                 | 208,982   | Centro-Oeste |
| 56      | Providence      | Rhode Island         | 207,498   | Nordeste     |
| 57      | San José        | Califórnia           | 204,196   | Oeste        |
| 58      | Mobile          | Alabama              | 202,779   | Sul          |
| 59      | Charlotte       | Carolina do Norte    | 201,564   | Sul          |
| 60      | Albuquerque     | Novo México          | 201,189   | Oeste        |
| 61      | Jacksonville    | Flórida              | 201,030   | Sul          |
| 62      | Flint           | Michigan             | 196,940   | Centro-Oeste |
| 63      | Sacramento      | Califórnia           | 191,667   | Oeste        |
| 64      | Yonkers         | Nova Iorque          | 190,634   | Nordeste     |
| 65      | Salt Lake City  | Utah                 | 189,454   | Oeste        |
| 66      | Worcester       | Massachusetts        | 186,587   | Nordeste     |
| 67      | Austin          | Texas                | 186,545   | Sul          |
| 68      | Spokane         | Washington           | 181,608   | Oeste        |
| 69      | São Petersburgo | Flórida              | 181,298   | Sul          |
| 70      | Gary            | Indiana              | 178,320   | Centro-Oeste |
| 71      | Grand Rapids    | Michigan             | 177,313   | Centro-Oeste |
| 72      | Springfield     | Massachusetts        | 174,463   | Nordeste     |
| 73      | Nashville       | Tennessee            | 170,874   | Sul          |
| 74      | Corpus Christi  | Texas                | 167,690   | Sul          |
| 75      | Youngstown      | Ohio                 | 166,689   | Centro-Oeste |
| 76      | Shreveport      | Luisiana             | 164,372   | Sul          |
| 77      | Arlington       | Virgínia             | 163,401   | Sul          |
| 78      | Hartford        | Connecticut          | 162,178   | Nordeste     |
| 79      | Fort Wayne      | Indiana              | 161,776   | Centro-Oeste |
| 80      | Bridgeport      | Connecticut          | 156,748   | Nordeste     |
| 81      | Baton Rouge     | Luisiana             | 152,419   | Sul          |
| 82      | New Haven       | Connecticut          | 152,048   | Nordeste     |
| 83      | Savannah        | Geórgia              | 149,245   | Sul          |
| 84      | Tacoma          | Washington           | 147,979   | Oeste        |
| 85      | ‎Jackson         | Mississippi          | 144,422   | Sul          |
| 86      | Paterson        | Nova Jérsia          | 143,663   | Nordeste     |
| 87      | Evansville      | Indiana              | 141,543   | Centro-Oeste |
| 88      | Erie            | Pensilvânia          | 138,440   | Nordeste     |
| 89      | Amarillo        | Texas                | 137,969   | Sul          |
| 90      | Montgomery      | Alabama              | 134,393   | Sul          |
| 91      | Fresno          | Califórnia           | 133,929   | Oeste        |
| 92      | South Bend      | Indiana              | 132,445   | Centro-Oeste |
| 93      | Chattanooga     | Tennessee            | 130,009   | Sul          |
| 94      | Albany          | Nova Iorque          | 129,726   | Nordeste     |
| 95      | Lubbock         | Texas                | 128,691   | Sul          |
| 96      | Lincoln         | Nebraska             | 128,521   | Centro-Oeste |
| 97      | Madison         | Wisconsin            | 126,706   | Centro-Oeste |
| 97      | Rockford        | Illinois             | 126,706   | Centro-Oeste |
| 99      | Kansas City     | Kansas               | 121,901   | Centro-Oeste |
| 100     | Greensboro      | Carolina do Norte    | 119,574   | Sul          |